# Вацлав Берент
Берент (Berent) Вацлав (*28 вересня 1873, Варшава – †1940, Варшава) — польський письменник. Реалістичний характер творчості Берента знижували елементи натуралізму й песимістичні настрої. В повісті «Тлін» (1901) і романі «Живе каміння» (1918) розроблено тему конфлікту митця з міщанським середовищем. Найкращий твір Берента — роман «Підводна течія» (1937–1939).